# Wereldkampioenschappen ijsspeedway landenteams
Het wereldkampioenschap ijsspeedway landenteams wordt sinds 1979 elk jaar georganiseerd door de Fédération Internationale de Motocyclisme (FIM). Het wereldkampioenschap voor landenteams omvat een enkele wedstrijd, behalve in 1990, 1991 en 1997 toen er een kwalificatieronde was en in 1992 en 1993 toen er twee kwalificatierondes waren.

## Medaillewinnaars + uitslagen Nederland
In de volgende tabel staat de lijst van de top drie en de prestatie van het Nederlandse team bij deelname.
| Jaar | Plaats                | Goud              | Zilver            | Brons             | Nederlands team |
| 1979 | Kalinin               | Sovjet-Unie       | Tsjecho-Slowakije | West-Duitsland    | 7e plaats       |
| 1980 | Eindhoven             | Sovjet-Unie       | Tsjecho-Slowakije | Zweden            | 7e plaats       |
| 1981 | Inzell                | Sovjet-Unie       | Tsjecho-Slowakije | Zweden            | 7e plaats       |
| 1982 | Kalinin               | Sovjet-Unie       | Tsjecho-Slowakije | Zweden            | 6e plaats       |
| 1983 | Berlijn               | West-Duitsland    | Zweden            | Sovjet-Unie       | 5e plaats       |
| 1984 | Deventer              | Sovjet-Unie       | Zweden            | Finland           | 6e plaats       |
| 1985 | Inzell                | Zweden            | Sovjet-Unie       | West-Duitsland    |                 |
| 1986 | Leningrad             | Sovjet-Unie       | Zweden            | West-Duitsland    | 5e plaats       |
| 1987 | Heerenveen            | Sovjet-Unie       | Zweden            | West-Duitsland    | 5e plaats       |
| 1988 | Grenoble              | Sovjet-Unie       | Zweden            | Finland           |                 |
| 1989 | Assen                 | Sovjet-Unie       | Zweden            | Tsjecho-Slowakije | 5e plaats       |
| 1990 | kwalificatie Inzell   | Finland           | Duitsland         | Tsjecho-Slowakije | 5e plaats       |
| 1990 | finale Alma-Ata       | Sovjet-Unie       | Zweden            | Duitsland         |                 |
| 1991 | kwalificatie Oulu     | Tsjecho-Slowakije | Zweden            | Finland           | 5e plaats       |
| 1991 | finale Inzell         | Sovjet-Unie       | Tsjecho-Slowakije | Zweden            |                 |
| 1992 | kwalificatie Gallio   | GOS               | Tsjechië          | Italië            |                 |
| 1992 | kwalificatie Karlstad | Zweden            | Duitsland         | Nederland         | 3e plaats       |
| 1992 | finale Oulu           | GOS               | Zweden            | Duitsland         |                 |
| 1993 | kwalificatie Berlijn  | Rusland           | Duitsland         | Finland           |                 |
| 1993 | kwalificatie Gallio   | Zweden            | Italië            | Oostenrijk        |                 |
| 1993 | finale Assen          | Rusland           | Zweden            | Nederland         | Brons           |
| 1994 | Karlstad              | Rusland           | Zweden            | Duitsland         | 5e plaats       |
| 1995 | Frankfurt am Main     | Zweden            | Rusland           | Kazachstan        | 7e plaats       |
| 1996 | Izjevsk               | Rusland           | Zweden            | Kazachstan        | 7e plaats       |
| 1997 | kwalificatie Saransk  | Rusland           | Nederland         | Tsjechië          | 2e plaats       |
| 1997 | finale Berlijn        | Rusland           | Zweden            | Finland           | 7e plaats       |
| 1998 | Göteborg              | Rusland           | Zweden            | Finland           | 6e plaats       |
| 1999 | Berlijn               | Rusland           | Zweden            | Oostenrijk        | 7e plaats       |
| 2000 | Berlijn               | Rusland           | Finland           | Zweden            | 6e plaats       |
| 2001 | Helsinki              | Rusland           | Oostenrijk        | Duitsland         |                 |
| 2002 | Krasnogorsk           | Zweden            | Rusland           | Europa            | 5e plaats       |
| 2003 | Saransk               | Rusland           | Zweden            | Duitsland         | 7e plaats       |
| 2004 | Inzell                | Rusland           | Duitsland         | Oostenrijk        | 7e plaats       |
| 2005 | Krasnogorsk           | Rusland           | Europa            | Duitsland         | 7e plaats       |
| 2006 | Berlijn               | Rusland           | Zweden            | Finland           | 6e plaats       |
| 2007 | Saransk               | Rusland           | Zweden            | Duitsland         | 7e plaats       |
| 2008 | Krasnogorsk           | Rusland           | Oostenrijk        | Finland           |                 |
| 2009 | Inzell                | Rusland           | Oostenrijk        | Finland           | 5e plaats       |
| 2010 | Krasnogorsk           | Rusland           | Zweden            | Oostenrijk        | 7e plaats       |
| 2011 | Berlijn               | Rusland           | Oostenrijk        | Tsjechië          | 6e plaats       |
| 2012 | Toljatti              | Rusland           | Oostenrijk        | Tsjechië          | 7e plaats       |
| 2013 | Sanok                 | Rusland           | Oostenrijk        | Zweden            |                 |
| 2014 | Toljatti              | Rusland           | Zweden            | Finland           |                 |
| 2015 | Berlijn               | Rusland           | Oostenrijk        | Tsjechië          |                 |
| 2016 | Toljatti              | Rusland           | Zweden            | Oostenrijk        |                 |
| 2017 | Inzell                | Rusland           | Oostenrijk        | Duitsland         |                 |
| 2018 | Sjadrinsk             | Rusland           | Zweden            | Oostenrijk        |                 |
| 2019 | Toljatti              | Rusland           | Zweden            | Oostenrijk        |                 |
| 2020 | Berlijn               | Rusland           | Zweden            | Duitsland         |                 |
| 2021 | geen wedstrijd*       | geen wedstrijd*   | geen wedstrijd*   | geen wedstrijd*   | geen wedstrijd* |
| 2022 | geen wedstrijd*       | geen wedstrijd*   | geen wedstrijd*   | geen wedstrijd*   | geen wedstrijd* |
| 2023 | geen wedstrijd        | geen wedstrijd    | geen wedstrijd    | geen wedstrijd    | geen wedstrijd  |
| 2024 | geen wedstrijd        | geen wedstrijd    | geen wedstrijd    | geen wedstrijd    | geen wedstrijd  |
| 2025 | geen wedstrijd        | geen wedstrijd    | geen wedstrijd    | geen wedstrijd    | geen wedstrijd  |

- 2021/2022: de wedstrijd werd vanwege de Coronapandemie afgelast.

## Medaillespiegel
Onderstaand klassement is bijgewerkt tot en met het wereldkampioenschap van 2024.
| Plaats | Land              | Goud | Zilver | Brons | Totaal |
| 1      | Rusland           | 26   | 2      | 0     | 28     |
| 2      | Sovjet-Unie       | 11   | 1      | 1     | 13     |
| 3      | Zweden            | 3    | 23     | 6     | 32     |
| 4      | West-Duitsland    | 1    | 0      | 4     | 5      |
| 5      | GOS               | 1    | 0      | 0     | 1      |
| 6      | Oostenrijk        | 0    | 8      | 6     | 14     |
| 7      | Tsjecho-Slowakije | 0    | 5      | 1     | 6      |
| 8      | Duitsland         | 0    | 1      | 9     | 10     |
| 9      | Finland           | 0    | 1      | 8     | 9      |
| 10     | Europa            | 0    | 1      | 1     | 2      |
| 11     | Tsjechië          | 0    | 0      | 3     | 3      |
| 12     | Kazachstan        | 0    | 0      | 2     | 2      |
| 13     | Nederland         | 0    | 0      | 1     | 1      |